# Općina Makole
Općina Makole (slo.:Občina Makole) je općina u istočnoj Sloveniji u pokrajini Štajerskoj i statističkoj regiji Podravskoj. Središte općine je naselje Makole s 286 stanovnika. Općina je nastala 1. ožujka 2006. godine izdvajanjem iz općine Slovenska Bistrica

## Naselja u općini
Dežno pri Makolah, Jelovec pri Makolah, Ložnica, Makole, Mostečno, Pečke, Savinsko, Stari Grad, Stopno, Stranske Makole, Strug, Štatenberg, Varoš

## Vanjske poveznice
- Službena stranica općina